# Лук винтолистный
Лук винтолистный (лат. Allium helicophyllum) — многолетнее травянистое растение, вид рода Лук (Allium) семейства Амариллисовые (Amaryllidaceae).

## Распространение и экология
В природе ареал вида охватывает горные районы Туркменистана и северо-восточные районы Ирана. Эндемик.
Произрастает на щебнистых склонах и выходах пестроцветных пород.

## Ботаническое описание
Луковица почти шаровидная, диаметром 1,5—2 см; наружные оболочки черноватые, бумагообразные. Стебель коренастый, толстый, высотой 10—20 см, толщиной 5—8 мм.
Листья в числе пяти—шести, шириной около 3 мм, линейные, сизые, голые, по краю шероховатые, в верхней трети спирально свёрнутые, короче зонтика.
Чехол в четыре раза короче зонтика, заострённый. Зонтик пучковато-полушаровидный или полушаровидный, многоцветковый, рыхлый. Цветоножки во много раз длиннее околоцветника, длиной до 9 см, неравные, центральные до 2 раз более длинные, толстые, под цветком утолщённые. Листочки звёздчатого околоцветника бледно-розово-фиолетовые, с сильной зелёной или грязно-зелёной жилкой, линейно-продолговатые, туповатые, длиной около 5 мм, после цветения вниз отогнутые, скрученные. Нити тычинок немного короче листочков околоцветника, при самом основании между собой и с околоцветником сросшиеся, шиловидные. Завязь сидячая, шероховатая, с шестью—семью семяпочками.
Коробочка шаровидная, диаметром около 5 мм.

## Таксономия
Вид Лук винтолистный входит в род Лук (Allium) семейства Луковые (Alliaceae) порядка Спаржецветные (Asparagales).
|  |                                      |  |                                                             |                                                             |                   |  | ещё 24 семейства (согласно Системе APG II) | ещё 24 семейства (согласно Системе APG II) |                      |  |  |  | ещё более 870 видов |
|  |                                      |  |                                                             |                                                             |                   |  | ещё 24 семейства (согласно Системе APG II) | ещё 24 семейства (согласно Системе APG II) |                      |  |  |  | ещё более 870 видов |
|  |                                      |  |                                                             | порядок Спаржецветные                                       |                   |  |                                            |                                            | род Лук              |  |  |  |                     |
|  |                                      |  |                                                             | порядок Спаржецветные                                       |                   |  |                                            |                                            | род Лук              |  |  |  |                     |
|  | отдел Цветковые, или Покрытосеменные |  |                                                             |                                                             | семейство Луковые |  |                                            |                                            | вид Лук винтолистный |  |  |  |                     |
|  | отдел Цветковые, или Покрытосеменные |  |                                                             |                                                             | семейство Луковые |  |                                            |                                            |                      |  |  |  |                     |
|  |                                      |  | ещё 44 порядка цветковых растений (согласно Системе APG II) | ещё 44 порядка цветковых растений (согласно Системе APG II) |                   |  |                                            | ещё около 300 родов                        | ещё около 300 родов  |  |  |  |                     |
|  |                                      |  |                                                             | ещё 44 порядка цветковых растений (согласно Системе APG II) |                   |  |                                            |                                            | ещё около 300 родов  |  |  |  |                     |